# Reviews of Modern Physics
Reviews of Modern Physics (RMP) este o revistă științifică din domeniul fizicii, înființată în anul 1929 și publicată de American Physical Society. În anul 2006, revista avea un factor de impact în valoare de 33,5.